# Христофорівське родовище бурого вугілля
47°58′58″ пн. ш. 33°5′39″ сх. д. / 47.98278° пн. ш. 33.09417° сх. д.

Христофорівське родовище бурого вугілля на мапі (заштриховано)

Христофорівське родовище бурого вугілля — відпрацьоване родовище бурого вугілля, Дніпровського буровугільного басейну, розташоване у західній частині Криворізького району, Дніпропетровської області, уздовж східної околиці смт Христофорівка Має розміри приблизно 2,5 км завдовжки і 0,9 км завширшки. Приурочене здебільшого до лівого схилу долини р. Боковеньки, і лише невеликою частиною заходить в межі басейну сусідньої р. Бокової.
Родовище було відкрито випадково при проведенні розвідувальних робіт на каолін, Криворізькою геологорозвідувальною партією, на чолі з геологом Малеванським Г. В., за завданням «Криворіжбуду», у листопаді 1931 року.
Перед війною дослідження родовища здійснювалися під керівництвом: Малеванського Г. В. (1931—1933 рр.), Хоменко О. М. (1938—1939), Гершойга Ю. Г. (1944—1945).
Виходячи з даних на 1945 рік, загальна вугленосна площа склала 1,17 км², кількість запасів — близько 15 млн т. Середня теплотворна здатність вугілля — близько 5400 кал/кг. Потужність вугільного пласту, в середньому становила 6,6 м, При середній глибині залягання — 30,5 м.
Було також встановлено, що родовище має дві окремі ділянки (південно-східну та північно-західну), між якими розташовані величезні запаси каолінів (т. зв. каоліновий пагорб).
Через те що південно-східна ділянка мала сприятливіші умови для видобутку вугілля і вищі якісні характеристики, в 1938—1939 рр., було спроєктовано розробка ділянки відкритим способом, за допомогою гідромеханізації — змиву розкривних порід, після чого вугілля планувалося відвантажувати у вагони. До початку Німецько-радянської війни, було завезено обладнання, побудовані об'єкти виробничої та соціальної інфраструктури, змінено русло річки біля села, влаштовано водосховище на р. Боковенька.
По німецькій окупації всі роботи з цього проєкту були згорнуті. Навпаки, німці розпочали розроблення родовища підземним способом: пройшли вертикальні вантажний і вентиляційний стволи, а також головний відкотний і вентиляційний штреки. Була побудована залізниця до станції «Гейківка».
При відступі, німці затопили копальню, і підірвали залізничний міст, що сполучав її із залізницею Кривий Ріг — Долинська.
Відновлювальні роботи були доручені тресту «Кривбасруда», а по закінченню війни Христофорівську копальню передали в розпорядження комбінату Укрбурвугілля.
У 1950 році на шахті була проведена реконструкція: вертикальний ствол замінили похилим, були сконструйовані стрічкові конвеєри, внаслідок чого продуктивність шахти сягала до 1200—1300 т/добу.
Але не дивлячись на реконструкцію, практично всі кріплення виконувалися дерев'яним матеріалом, що і призвело до того, що в 1958 році, після займання вугільного пилу — згорів головний ствол, який довелося заново пройти в іншому місці.
У структурі підземних робіт, ключову роль виконував головний відкотний штрек, перпендикулярно яким нарізалися бортові, збірні штреки і лави, де, власне і відбувався процес видобутку. Паралельно головному відкотному, пройдено було вентиляційний штрек.
Після закінчення виробок на тій чи іншій ділянці проводилася «посадка» лав (на місці підземних пустот), шляхом висмикування дерев'яних паль (опор). Просідання земної поверхні при цьому ставало помітним приблизно через добу, але в глибину не досягало значних розмірів.
Планування і технологію робіт, подібну цій, мала і копальня № 2, цього родовища.
У 1958 році копальня № 1 вичерпала свої ресурси і була закрита. У цьому ж році введена в експлуатацію шахта № 2 з проєктом розробки північно-західної ділянки родовища.
На початку роботи добова продуктивність шахти складала в середньому 1000 т, але з часом була доведена до 1200—1300 т.
Експлуатація цієї копальні була пов'язана з несприятливими гідрогеологічними умовами, через що воду підземних горизонтів не встигали відкачувати. Невідкачана вода стікала вниз до ствола (виробітки були виконані з нахилом вгору від ствола), та з метою запобігання останнього, ставилися перемички в забоях, які через деякий час — затоплювалися повністю.
За розрахунками, шахта мала відпрацювати 17 років, але за ініціативою тодішнього керівництва країни (базуючись на думці про те, що в країні достатньо нафти і газу, і малокалорійні вугілля, не виправдовують на них витрат), виробництво незабаром почали згортати.
Перед закриттям шахти, у видобутку перестала дотримуватися чітка послідовність виробок, в багатьох місцях не закріплювали палі, що, з одного боку, вело до порушень техніки безпеки, але з іншого — знижувало собівартість вугілля.
У 1964 році шахта № 2 була закрита.